# Desmophyllum cristagalli
Espèce
Synonymes
- Desmophyes villafrancae (Carré, 1969) (préféré par BioLib)[2]
- Desmophyllum cristagalli Milne-Edwards & Haime, 1848[2]
- Rosacea villafrancae Carré, 1969[2]

Desmophyllum cristagalli est une espèce de coraux appartenant à la famille des Caryophylliidae.

## Taxonomie
Pour la base de données WoRMS le taxon Desmophyllum cristagalli est invalide et lui préfère Desmophyllum dianthus Esper, 1794.